# انتخابات ریاست‌جمهوری ایالات متحده آمریکا (۱۹۷۶)
پس از رسوایی واترگیت و استعفای نیکسون و جانشینی جرالد فورد از محبوبیت حزب جمهوری خواه کاسته شد.
انتخابات ریاست جمهوری آمریکا بین جرالد فورد از حزب جمهوری خواه و جیمی کارتر از حزب دموکرات برگزار شد؛ که طی ان کارتر با ۲۹۷ رای در برابر۲۴۰ رای به پیروزی رسید.

## نگارخانه

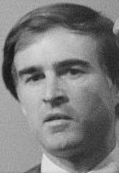
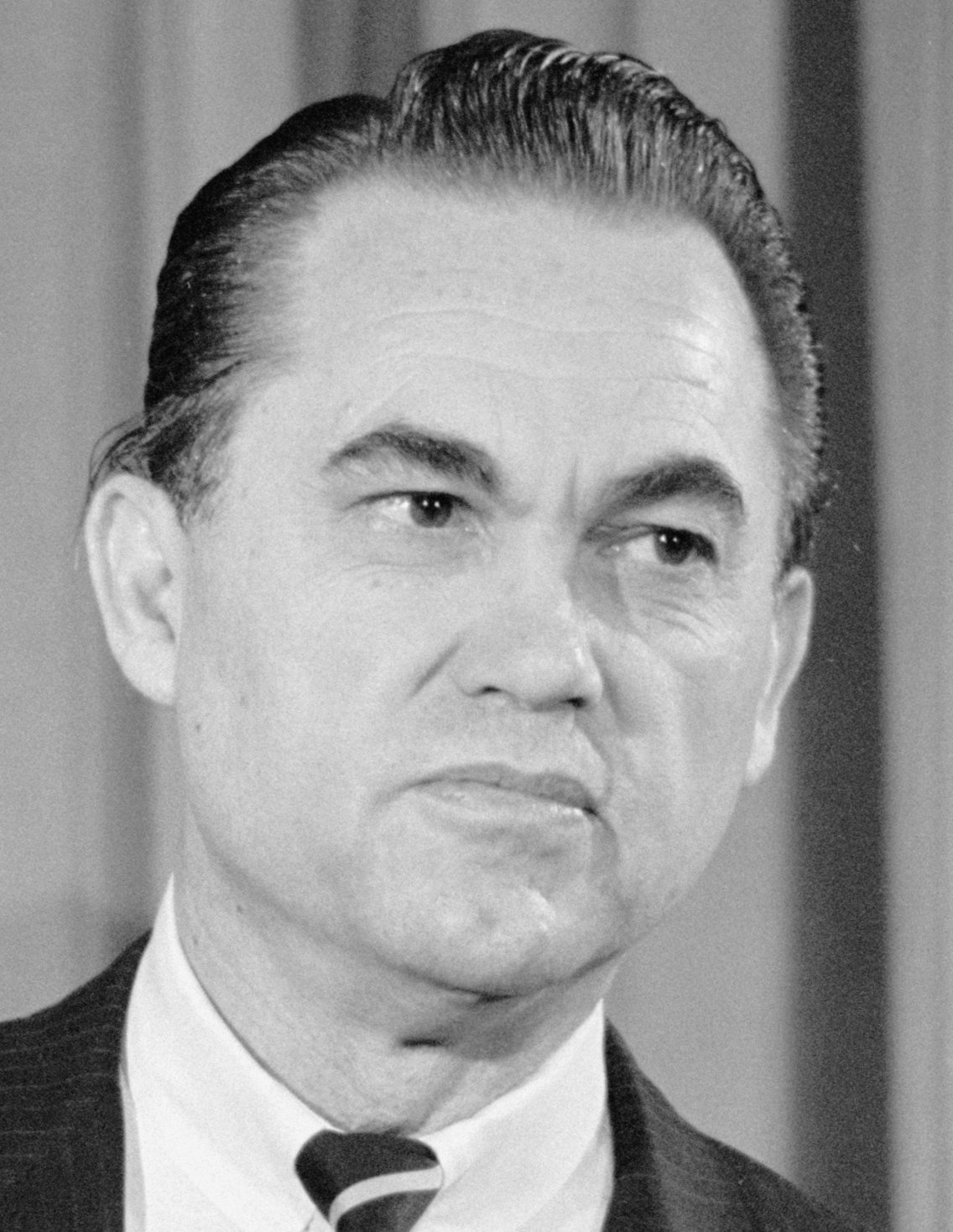
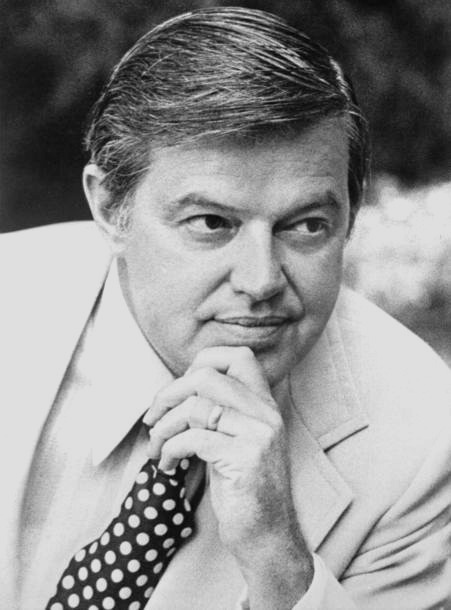
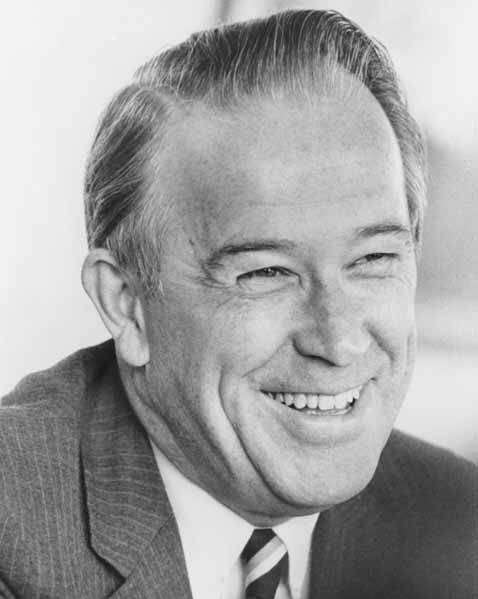
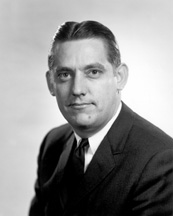
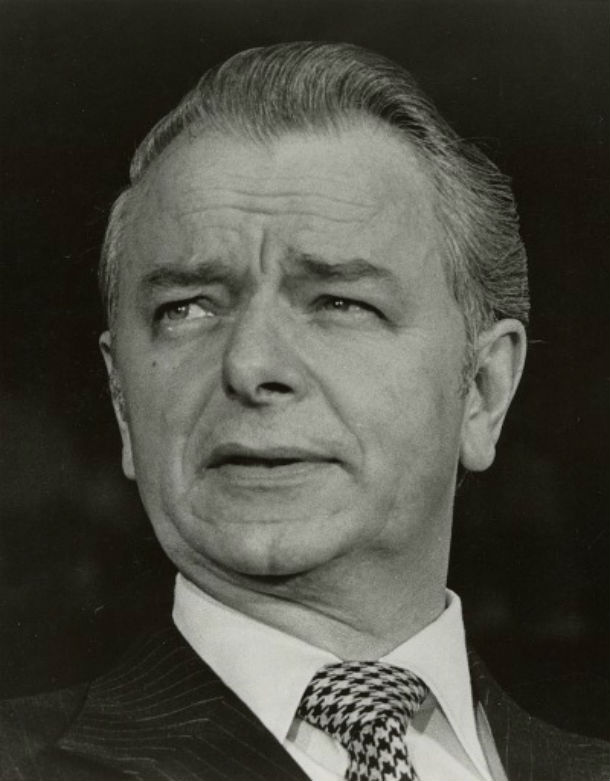
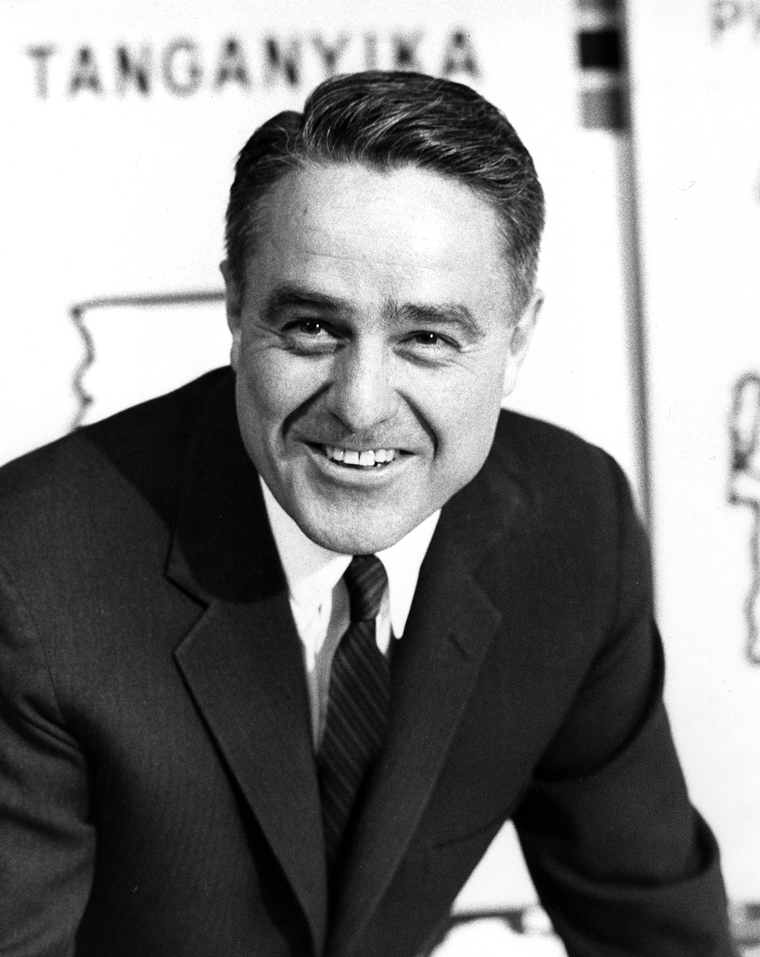
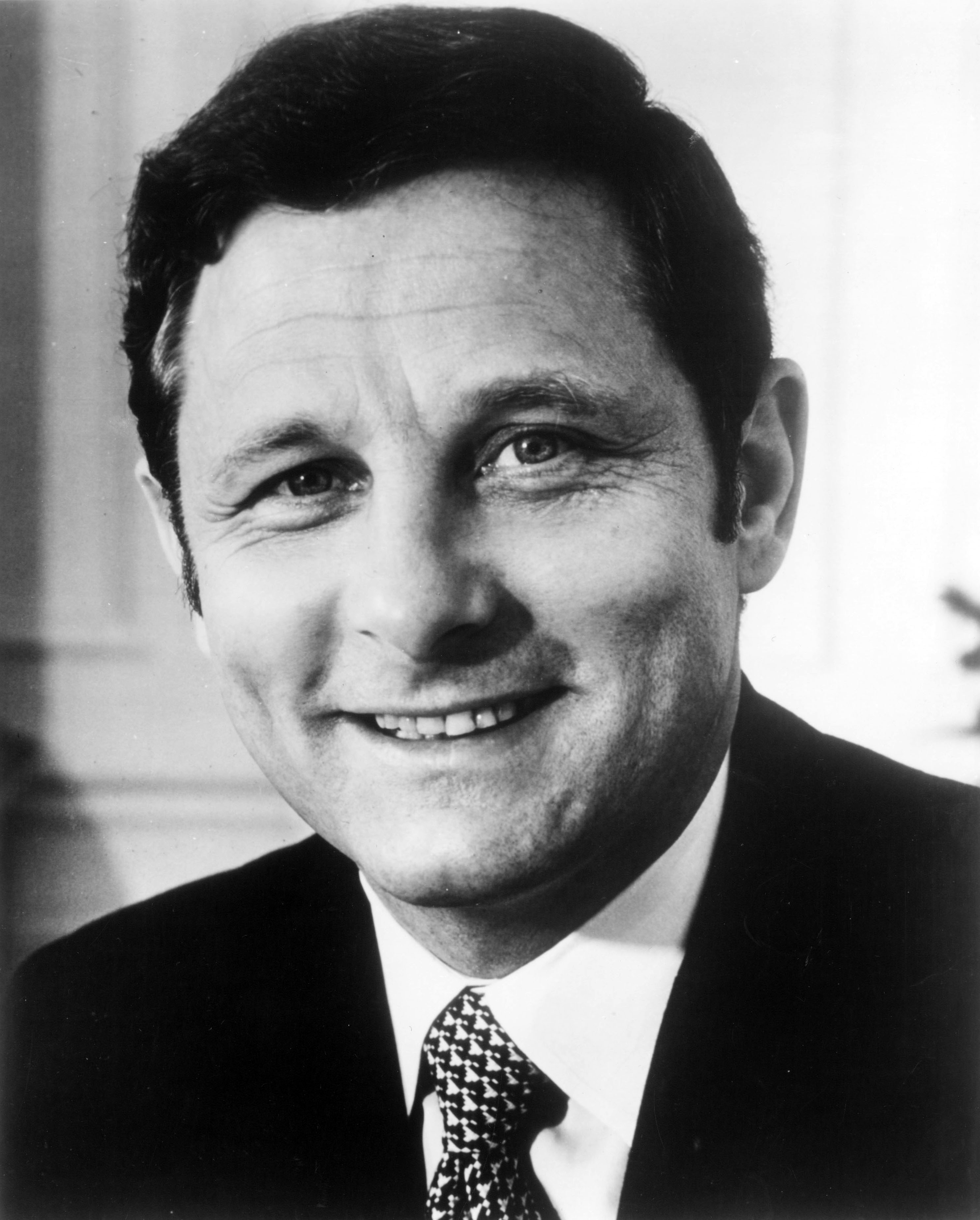
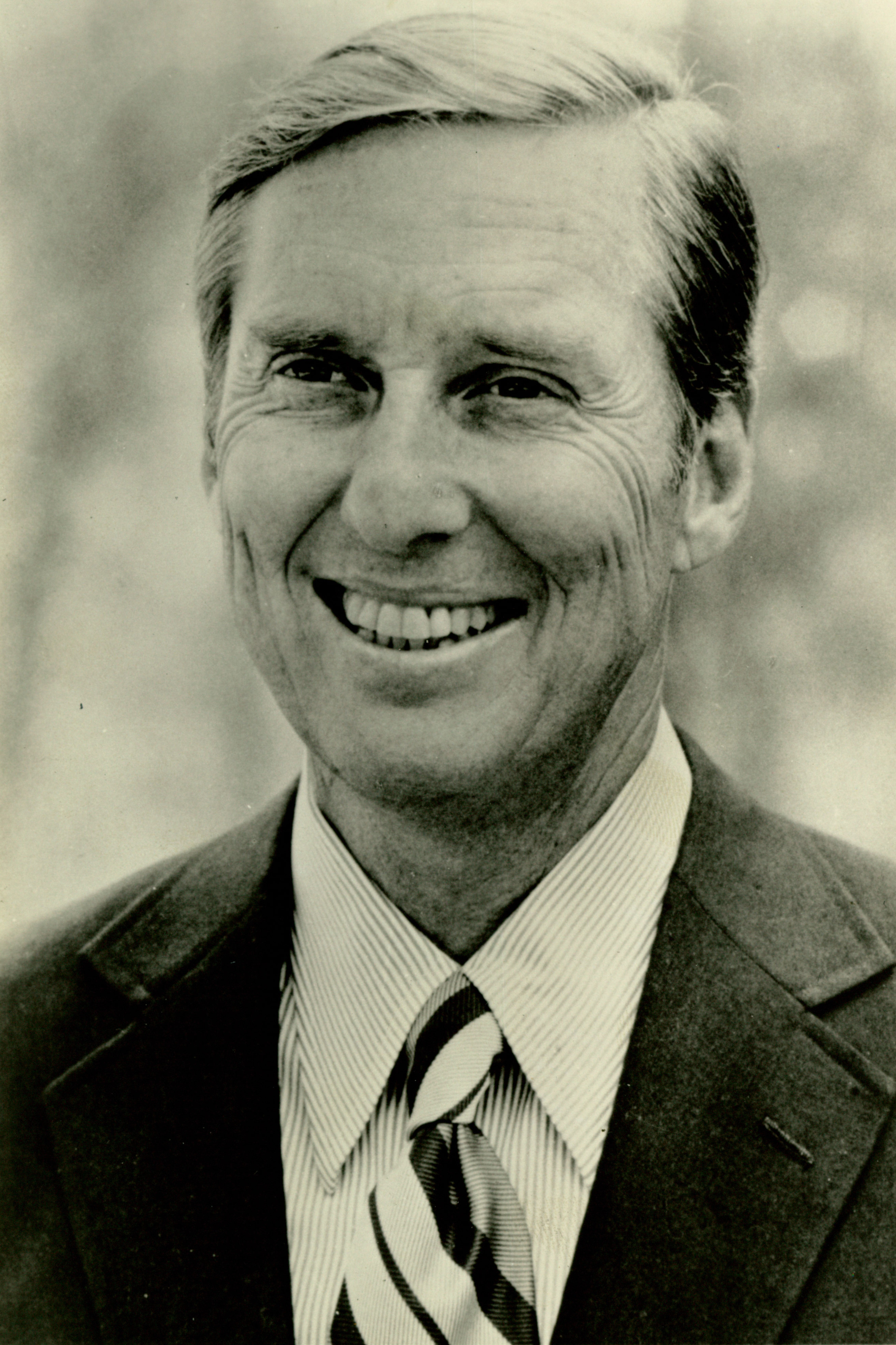
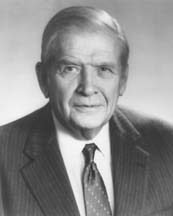
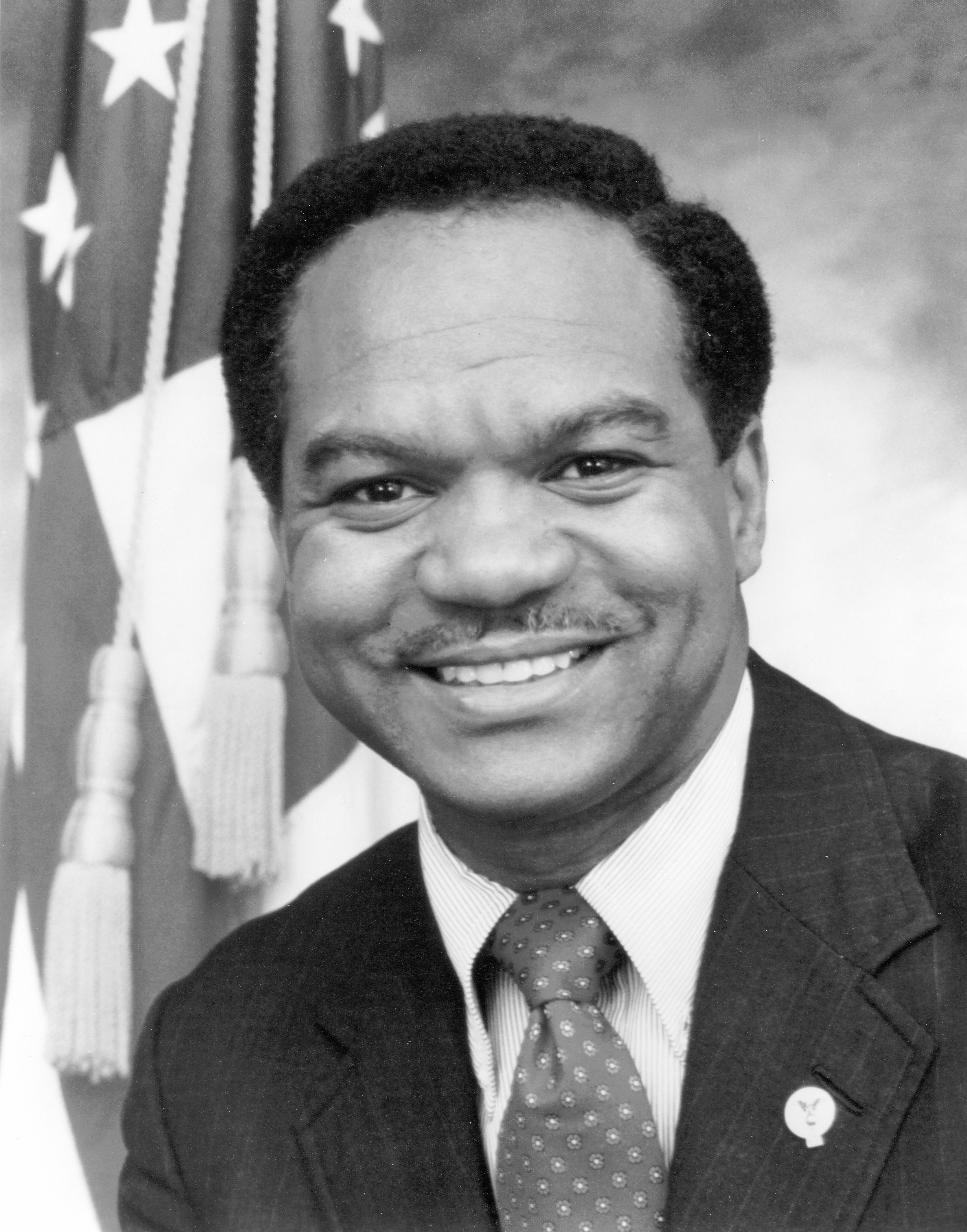

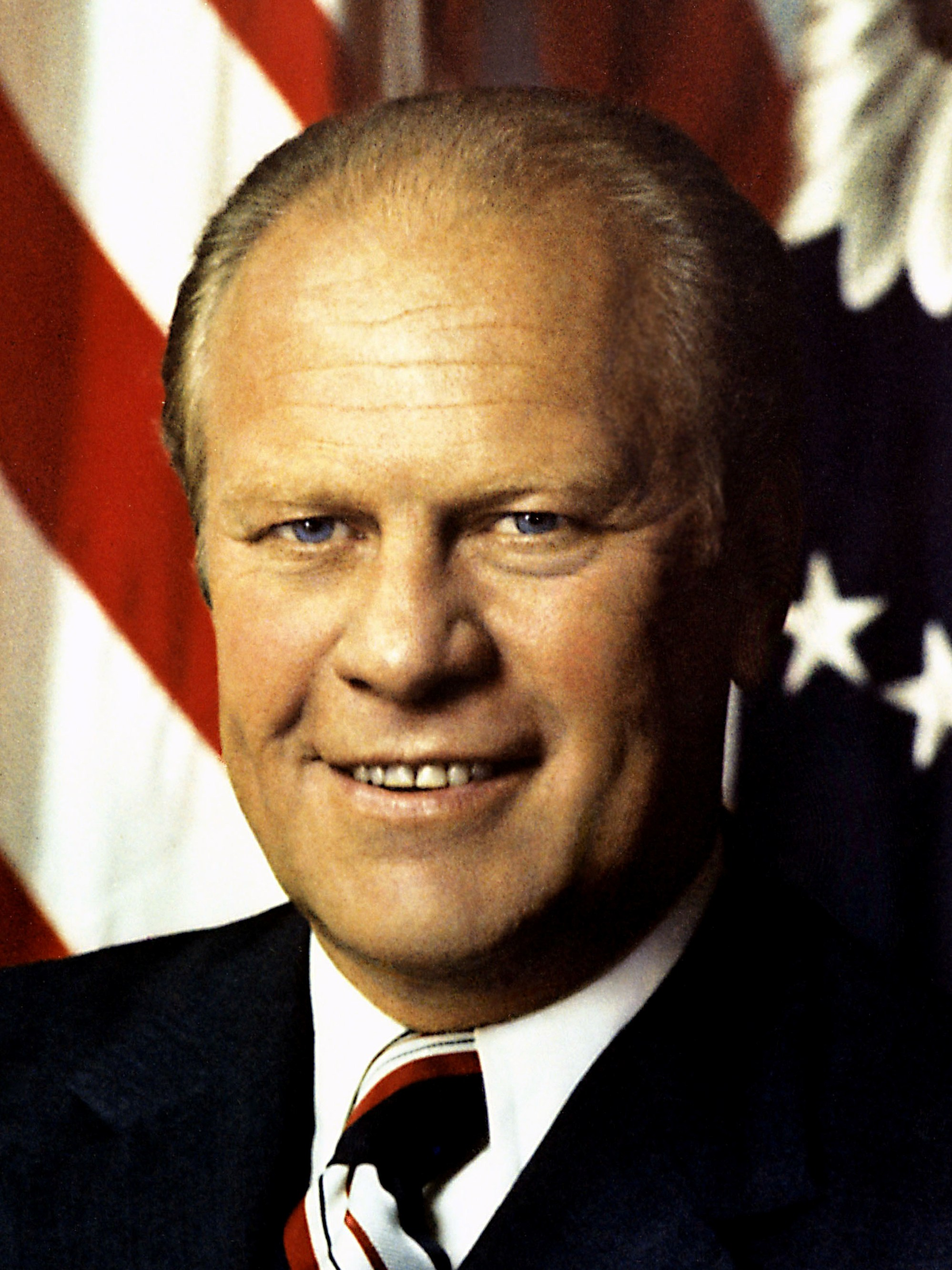
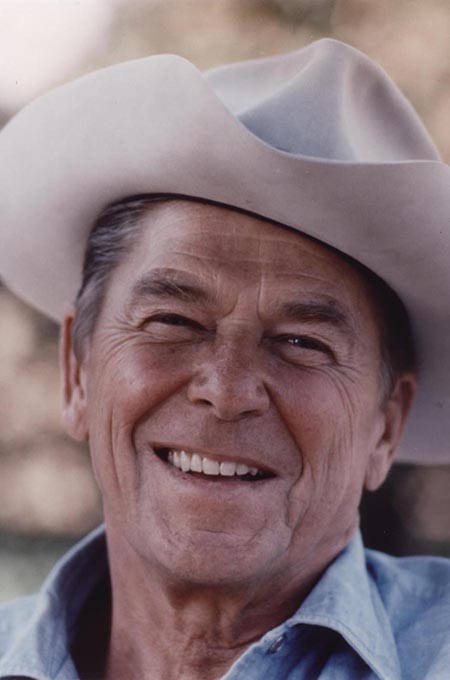

نامزدهای حزب دموکرات
نامزدهای حزب جمهوری خواه